# Бенджелун, Осман
Осман Бенджеллун (араб. عثمان بن جلون‎; родился в 1931 году) — марокканский бизнесмен, состояние которого в 2019 году по версии «Forbes» оценивалось в $1,8 миллиарда.
Его холдинг «FinanceCom» работает в секторах телекоммуникаций, авиакомпаний и информационных технологий. В настоящее время он является председателем и главным исполнительным директором одного из крупнейших банков страны «BMCE Bank», председателем «FinanceCom» и «Meditelecom», президентом Марокканской банковской ассоциации и членом Всемирного союза арабских банкиров. Кроме того, Бенджеллун является советником Центра стратегических международных исследований в Вашингтоне, округ Колумбия. Он был председателем Марокканско-американского совета по торговле и инвестициям.
В 2013 году Осман Бенджеллун был признан самым богатым бизнесменом Марокко по версии журнала «Forbes». Его состояние оценивалось в более чем $3,1 миллиарда.

## Карьера
Его отец Хадж Аббас Бенджеллун был крупным акционером страховой компании, которую Осман позже приобрел в 1988 году. Он превратил ее в «RMA Watanya». После покупки страховой компании Бенджеллун расширил бизнес в банковской сфере. Его банковское предприятие, «BMCE Bank» осуществляет банковские операции как минимум в 12 странах Африки после покупки базирующегося в Мали «Bank of Africa». Банковский аспект деловой карьеры Бенджеллуна оценивается в $4 миллиарда исключительно на основе его рыночной прибыли.
Осман получил инженерное образование в Федеральной политехнической школе Лозанны (Швейцария). В 1959 году Осман возвращается и присоединяется к бизнесу брата Омара Бенджеллуна. Осман диверсифицировал деятельность семейной компании, занимаясь алюминием, сталью, сборкой автомобилей и многими другими секторами. В течение 1960-х и 1970-х Осман заключил стратегические союзы с мировыми производителями автомобилей «Volvo», «Goodyear» и «General Motors». Он также является председателем правления «Meditelecom», а также связан с «Telefónica and Portugal Telecom». Бенджеллун является членом Всемирного союза арабских банкиров.
Под его руководством BMCE Bank развивает альянсы с международными финансовыми организациями, такими как японский «Nomura» и немецкий «Commerzbank». В 1998 году он купил страховую компанию «Al Wataniya» за 300 миллионов евро. В 1999 году он объединил усилия с «Telefonica» и «Portugal Telecom» и приобрел вторую лицензию на мобильную сеть в Марокко за 1 миллиард евро, и таким образом создал «Meditelecom». Впоследствии он выкупил пакеты акций марокканской холдинговой компании «SNI», пока не стал ее крупнейшим акционером..
В 2007 году он создал финансовое учреждение в самом центре Лондона, «MediCapital Bank».
В 2012 году BMCE Bank столкнулся с определенными проблемами, которые повлияли на его позиции на бирже и снизили стоимость его акций. Основной причиной были слухи о здоровье Бенджеллуна и рост кредитного риска из-за экспансии банка в страны Африки к югу от Сахары.
Его состояние по состоянию на апрель 2019 года составляло $1,8 миллиарда, что делало его 3-м самым богатым человеком в своей стране и 15-м в Африке.

## Личная жизнь
Он является членом известной семьи Бенджеллун из Феса, которая берет свое начало в Испании в Аль-Андалусе X века.
Он женат на Лейле Мезиан, дочери марокканского генерала Мохамеда Мезиана, от которой у него двое детей.